# Oreopsyche massilialella
Oreopsyche massilialella är en fjärilsart som beskrevs av Charles Théophile Bruand d’Uzelle 1853. Oreopsyche massilialella ingår i släktet Oreopsyche och familjen säckspinnare. Inga underarter finns listade i Catalogue of Life.